# Scott Waites
Scott Waites (* 17. Februar 1977 in Bradford, England) ist ein englischer Dartspieler. Sein Spitzname ist „Scotty 2 Hotty“.

## Karriere
Im Jahre 2013 wurde er Weltmeister bei der British Darts Organisation (BDO), indem er den Engländer Tony O’Shea im Finale mit 7:1 bezwang. Er ist zudem der erste BDO-Spieler, der beim konkurrierenden Dartverband der Professional Darts Corporation (PDC) ein Major-Turnier gewinnen konnte. Das gelang ihm beim Grand Slam of Darts 2010. Im Finale schlug er den Engländer James Wade mit 16:12. Im Jahre 2016 wurde Scott Waites mit einem 7:1-Finalsieg über den Kanadier Jeffrey Smith erneut BDO-Dartweltmeister.
Bei der UK Q-School 2020 gelang es Waites sich eine Tour Card für die kommenden 2 Jahre zu erspielen. Damit erfolgte für ihn der Wechsel zur PDC.
Am 2. November 2021 spielte er beim Players Championship 28 gegen Daryl Gurney einen Neun-Darter. Dennoch konnte er seine Tour Card nicht halten. Bei der PDC Qualifying School 2022 spielte er also erneut die Q-School und startete dabei direkt in der Final Stage. wo er sich die Tour Card über die Rangliste zurückerspielte.
Er nahm daraufhin an den UK Open 2022 wieder ab Runde eins teil. In dieser erhielt er ein Freilos, bevor er in Runde zwei Radek Szagański mit 6:4 besiegte. Es folgten Siege über Brian Raman und Glen Durrant, bevor er in der fünften Runde Ricky Evans mit 8:10 unterlag. Mitte April nahm er am German Darts Grand Prix teil unt erreichte nach Siegen über Dragutin Horvat und Peter Wright die dritte Runde, in der er Damon Heta unterlag. Ansonsten erreichte er ein Achtelfinale bei den Players Championships 2022, was aber nicht ausreichte um sich für ein weiteres Major zu qualifizieren.
Bei den UK Open 2023 verlor er dieses Mal direkt sein erstes Spiel gegen Gian van Veen mit 5:6. Die darauffolgende Pro Tour-Saison war wenig von Erfolgen geprägt. Nie kam er weiter als bis in Runde drei und auch auf der European Tour konnte er maximal ein Spiel gewinnen. Bei der German Darts Championship im Oktober gelang ihm zwar ein Nine dart finish, jedoch verlor er auch dieses Spiel gegen George Killington mit 5:6. Insgesamt beendete Waites das Jahr 2023 auf Rang 74 der PDC Order of Merit, sodass er die Tour Card erneut abgeben musste.
Bei der Q-School 2024 ging Waites somit wieder an den Start und war dabei direkt für die Final Stage qualifiziert. Hier errang er erst am letzten Tag einen Punkt für die Rangliste, ohne damit eine Tour Card zurückzugewinnen. Er nahm daraufhin insbesondere an den Turnieren der PDC Challenge Tour teil, wo er einmal im Achtelfinale stand, was nur für Rang 85 in der Challenge Tour Order of Merit reichte.
Bei der Q-School 2025 musste Waites somit in der First Stage antreten. Er gewann dabei am ersten Tag ein Spiel, spielte die beiden anderen jedoch nicht und blieb somit ohne Punkt für die Rangliste.

## Weltmeisterschaftsresultate

### BDO
- 2008: Viertelfinale (3:5-Niederlage gegen  Brian Woods)
- 2009: Viertelfinale (4:5-Niederlage gegen  Darryl Fitton)
- 2010: Viertelfinale (4:5-Niederlage gegen  Martin Phillips)
- 2011: 2. Runde (2:4-Niederlage gegen  Stephen Bunting)
- 2012: 2. Runde (3:4-Niederlage gegen  Ted Hankey)
- 2013: Gewinner (7:1-Sieg gegen  Tony O’Shea)
- 2014: 1. Runde (0:3-Niederlage gegen  Alan Norris)
- 2015: 2. Runde (0:4-Niederlage gegen  Ross Montgomery)
- 2016: Gewinner (7:1-Sieg gegen  Jeff Smith)
- 2017: Viertelfinale (3:5-Niederlage gegen  Danny Noppert)
- 2018: Halbfinale (2:6-Niederlage gegen  Glen Durrant)
- 2019: Finale (3:7-Niederlage gegen  Glen Durrant)
- 2020: Viertelfinale (4:5-Niederlage gegen  Scott Mitchell)

### PDC
- 2021: 2. Runde (2:3-Niederlage gegen  Nathan Aspinall)

## Turnierergebnisse
| Turnier                                    | 2006                       | 2007                       | 2008                       | 2009                       | 2010                       | 2011                       | 2012                       | 2013                       | 2014                       | 2015                       | 2016                       | 2017                       | 2018                       | 2019                       | 2020                           | 2021                           | 2022                           | 2023                           |
| ------------------------------------------ | -------------------------- | -------------------------- | -------------------------- | -------------------------- | -------------------------- | -------------------------- | -------------------------- | -------------------------- | -------------------------- | -------------------------- | -------------------------- | -------------------------- | -------------------------- | -------------------------- | ------------------------------ | ------------------------------ | ------------------------------ | ------------------------------ |
| BDO-Major-Turniere                         |                            |                            |                            |                            |                            |                            |                            |                            |                            |                            |                            |                            |                            |                            |                                |                                |                                |                                |
| Weltmeisterschaft                          | n/q                        | n/q                        | VF                         | VF                         | VF                         | AF                         | AF                         | S                          | 1R                         | AF                         | S                          | VF                         | HF                         | F                          | VF                             | n/t                            | Verband insolvent              | Verband insolvent              |
| World Masters                              | 4R                         | n/t                        | F                          | AF                         | VF                         | S                          | 5R                         | VF                         | 5R                         | VF                         | AF                         | 5R                         | VF                         | F                          | n/a                            | n/a                            | Verband insolvent              | Verband insolvent              |
| World Trophy                               | nicht ausgetragen          | nicht ausgetragen          | nicht ausgetragen          | nicht ausgetragen          | nicht ausgetragen          | nicht ausgetragen          | nicht ausgetragen          | nicht ausgetragen          | 1R                         | n/t                        | VF                         | 1R                         | 1R                         | 1R                         | n/A                            | n/A                            | Verband insolvent              | Verband insolvent              |
| WDF-Platin-/Major-Turniere                 |                            |                            |                            |                            |                            |                            |                            |                            |                            |                            |                            |                            |                            |                            |                                |                                |                                |                                |
| International League                       | n/t                        | GP                         | nicht ausgetragen          | nicht ausgetragen          | nicht ausgetragen          | nicht ausgetragen          | nicht ausgetragen          | nicht ausgetragen          | nicht ausgetragen          | nicht ausgetragen          | nicht ausgetragen          | nicht ausgetragen          | nicht ausgetragen          | nicht ausgetragen          | nicht ausgetragen              | nicht ausgetragen              | nicht ausgetragen              | nicht ausgetragen              |
| World Trophy                               | n/t                        | AF                         | nicht ausgetragen          | nicht ausgetragen          | nicht ausgetragen          | nicht ausgetragen          | nicht ausgetragen          | nicht ausgetragen          | nicht ausgetragen          | nicht ausgetragen          | nicht ausgetragen          | nicht ausgetragen          | nicht ausgetragen          | nicht ausgetragen          | nicht ausgetragen              | nicht ausgetragen              | nicht ausgetragen              | nicht ausgetragen              |
| WDF World Cup                              | n/a                        | n/t                        | n/a                        | HF                         | n/a                        | S                          | n/a                        | 2R                         | n/a                        | n/t                        | n/a                        | n/t                        | n/a                        | n/t                        | nicht ausgetragen              | nicht ausgetragen              | nicht ausgetragen              | n/t                            |
| WDF Europe Cup                             | n/t                        | n/a                        | n/t                        | n/a                        | VF                         | n/a                        | 2R                         | n/a                        | 1R                         | n/a                        | n/t                        | n/a                        | n/t                        | nicht ausgetragen          | nicht ausgetragen              | nicht ausgetragen              | n/t                            | n/a                            |
| Finder Masters                             | n/a                        | GP                         | F                          | VF                         | GP                         | S                          | n/t                        | GP                         | GP                         | GP                         | GP                         | VF                         | GP                         | nicht ausgetragen          | nicht ausgetragen              | nicht ausgetragen              | nicht ausgetragen              | nicht ausgetragen              |
| PDC-Ranking-Turniere                       |                            |                            |                            |                            |                            |                            |                            |                            |                            |                            |                            |                            |                            |                            |                                |                                |                                |                                |
| Weltmeisterschaft                          | nicht teilgenommen         | nicht teilgenommen         | nicht teilgenommen         | nicht teilgenommen         | nicht teilgenommen         | nicht teilgenommen         | nicht teilgenommen         | nicht teilgenommen         | nicht teilgenommen         | nicht teilgenommen         | nicht teilgenommen         | nicht teilgenommen         | nicht teilgenommen         | nicht teilgenommen         | nicht teilgenommen             | 2R                             | n/q                            | n/q                            |
| UK Open                                    | n/t                        | n/t                        | 4R                         | n/q                        | nicht teilgenommen         | nicht teilgenommen         | nicht teilgenommen         | nicht teilgenommen         | nicht teilgenommen         | nicht teilgenommen         | nicht teilgenommen         | nicht teilgenommen         | nicht teilgenommen         | nicht teilgenommen         | 4R                             | 5R                             | 5R                             | 2R                             |
| Grand Slam                                 | n/a                        | kein Ranking-Turnier       | kein Ranking-Turnier       | kein Ranking-Turnier       | kein Ranking-Turnier       | kein Ranking-Turnier       | kein Ranking-Turnier       | kein Ranking-Turnier       | kein Ranking-Turnier       | n/q                        | GP                         | nicht qualifiziert         | nicht qualifiziert         | nicht qualifiziert         | nicht qualifiziert             | nicht qualifiziert             | nicht qualifiziert             | nicht qualifiziert             |
| Players Championship Finals                | nicht ausgetragen          | nicht ausgetragen          | nicht ausgetragen          | nicht teilgenommen         | nicht teilgenommen         | nicht teilgenommen         | nicht teilgenommen         | nicht teilgenommen         | nicht teilgenommen         | nicht teilgenommen         | nicht teilgenommen         | nicht teilgenommen         | nicht teilgenommen         | nicht teilgenommen         | 1R                             | nicht qualifiziert             | nicht qualifiziert             | nicht qualifiziert             |
| PDC-Turniere ohne Einfluss auf das Ranking |                            |                            |                            |                            |                            |                            |                            |                            |                            |                            |                            |                            |                            |                            |                                |                                |                                |                                |
| Grand Slam                                 | n/a                        | GP                         | n/q                        | F                          | S                          | GP                         | VF                         | HF                         | GP                         | Ranking-Turnier            | Ranking-Turnier            | Ranking-Turnier            | Ranking-Turnier            | Ranking-Turnier            | Ranking-Turnier                | Ranking-Turnier                | Ranking-Turnier                | Ranking-Turnier                |
| Karrierestatistiken                        |                            |                            |                            |                            |                            |                            |                            |                            |                            |                            |                            |                            |                            |                            |                                |                                |                                |                                |
| Platzierung am Jahresende                  | ?                          | 3                          | 4                          | 2                          | 6                          | 2                          | 3                          | 7                          | 6                          | 6                          | 6                          | 11                         | 9                          | 16                         | 86                             | 61                             | 90                             | 74                             |
| Verband                                    | British Darts Organisation | British Darts Organisation | British Darts Organisation | British Darts Organisation | British Darts Organisation | British Darts Organisation | British Darts Organisation | British Darts Organisation | British Darts Organisation | British Darts Organisation | British Darts Organisation | British Darts Organisation | British Darts Organisation | British Darts Organisation | Professional Darts Corporation | Professional Darts Corporation | Professional Darts Corporation | Professional Darts Corporation |

| Legende zu den Turnierergebnissen | Legende zu den Turnierergebnissen | Legende zu den Turnierergebnissen | Legende zu den Turnierergebnissen | Legende zu den Turnierergebnissen | Legende zu den Turnierergebnissen | Legende zu den Turnierergebnissen | Legende zu den Turnierergebnissen | Legende zu den Turnierergebnissen | Legende zu den Turnierergebnissen |
| --------------------------------- | --------------------------------- | --------------------------------- | --------------------------------- | --------------------------------- | --------------------------------- | --------------------------------- | --------------------------------- | --------------------------------- | --------------------------------- |
| n/t                               | nicht teilgenommen                | n/q                               | nicht qualifiziert                | n/a                               | nicht ausgetragen                 | #R                                | Aus in jeweiliger Runde           | GP                                | Aus in der Gruppenphase           |
| AF                                | Achtelfinalist                    | VF                                | Viertelfinalist                   | HF                                | Halbfinalist                      | F                                 | Turnierfinalist                   | S                                 | Turniersieger                     |

## Titel

### BDO
- Majors
  - BDO World Darts Championship: (2) 2013, 2016
  - World Masters: (1) 2011
  - Finder Darts Masters: (1) 2011
- Weitere
  - 2007: Dutch Open, Welsh Masters
  - 2008: Belgium Open, Swedish Open
  - 2010: Turkish Open, Czech Open
  - 2011: Swedish Open, British Open
  - 2012: Czech Open
  - 2013: Dutch Open, Czech Open
  - 2014: Isle of Man Classic, Police Masters, Romanian Open
  - 2015: British Classic
  - 2016: European Darts Classic
  - 2017: Jersey Open
  - 2018: Slovak Open
  - 2019: Isle of Man Open

### PDC
- Majors
  - Grand Slam of Darts: (1) 2010
- Secondary Tour Events
  - PDC Challenge Tour
    - PDC Challenge Tour 2025: 20

### WDF
- Majors
  - WDF World Cup (Singles): (1) 2011
  - WDF World Cup (Team): (1) 2011
  - WDF Europe Cup (Pairs): (2) 2010, 2014
- Weitere
  - 2008: BDO Gold Cup
  - 2012: Tops of Ghent

### Andere
- 2009: Lincolnshire Open
- 2010: Macclesfield Open
- 2012: England GP of Darts Newcastle
- 2013: Cyprus Challenge 1